# Miranda (khu tự quản)
Miranda là một khu tự quản thuộc bang Carabobo, Venezuela. Thủ phủ của khu tự quản Miranda đóng tại Miranda. Khự tự quản Miranda có diện tích 161 km2, dân số theo điều tra dân số ngày 21 tháng 10 năm 2001 là 23368 người.